# Ślężański Mnich 2016
29. edycja wyścigu kolarskiego Ślężański Mnich / Memoriał Romana Ręgorowicza odbyła się w dniu 3 kwietnia 2016 i liczyła 126 km. Start i meta wyścigu miały miejsce w Sobótce.

## Klasyfikacja generalna
Źródło:
| M-ce | Imię i nazwisko       | Kraj   | Drużyna                          | Czas       |
| ---- | --------------------- | ------ | -------------------------------- | ---------- |
| 1.   | Paweł Franczak        | Polska | Verva ActiveJet Pro Cycling Team | 2h 56' 35" |
| 2.   | Alois Kaňkovský       | Czechy | Whirpool-Author                  | + 0"       |
| 3.   | Sylwester Janiszewski | Polska | Team Wibatech Fuji               | + 0"       |
| 4.   | Eryk Latoń            | Polska | CCC Sprandi Polkowice            | + 1"       |
| 5.   | Emanuel Piaskowy      | Polska | Cycling Academy Team             | + 1"       |
| 6.   | Piotr Skarzyński      | Polska | Warmińsko-mazurski Klub Sportowy | + 2"       |
| 7.   | Bartosz Huzarski      | Polska | Bora-Argon 18                    | + 2"       |
| 8.   | Maciej Paterski       | Polska | CCC Sprandi Polkowice            | + 2"       |
| 9.   | Martin Boubal         | Czechy | CK Pribram Fany Gastro           | + 4"       |
| 10.  | Roman Lehký           | Czechy | Klein Constantia                 | + 6"       |